# Priisle
Priisle est un quartier du district de  Lasnamäe à Tallinn en Estonie.

## Description
En 2019, Priisle compte 10 826 habitants.
Sa superficie  est de 1,85 km2.
Ses voisins sont Väo, Seli, Mustakivi, Kuristiku, Kose et Iru ainsi que le  commune de Jõelähtme.
La frontière nord du quartier est formée par la Narva maantee, l'ancienne route menant à Narva avant que Põhimaantee ne devienne la rue principale et forme la frontière sud du quartier.
Les autres rues du quartier sont Linnuse tee, Läänemere tee, Narva maantee, Priisle tee, Rahu tee, Ussimäe tee et Aegna puiestee.
Le quartier est traversé par le fleuve Pirita, qui est entouré par la réserve paysagère de la vallée du Pirita.

## Population
| 2008   | 2010   | 2011   | 2012   | 2013   | 2014   |
| ------ | ------ | ------ | ------ | ------ | ------ |
| 10 612 | 10 626 | 10 679 | 10 783 | 10 810 | 10 949 |

| 2015   | 2016   | 2017   | 2018   | 2019   | 2020   |
| ------ | ------ | ------ | ------ | ------ | ------ |
| 11 031 | 11 044 | 11 077 | 11 093 | 10 826 | 10 957 |

| 2021   | 2022   | - | - | - | - |
| ------ | ------ | - | - | - | - |
| 10 976 | 10 980 | - | - | - | - |

## Transports
Les lignes de bus n° 7, 12, 13, 31, 35, 42, 49, 50, 58, 67 desservent le quartier.

## Lieux et monuments
- Läänemere tee 31 - Lycée russe de Linnamäe
- Läänemere tee 46 - Jardin d'enfants Kuristiku
- Läänemere tee 56 - Jardin d'enfants Läänemere
- Läänemere tee 72a - Centrale électrique Amphenol ConneXus
- Linnamäe tee 57 - Supermarché Maxima XXX;
- Linnamäe tee 95 - Centre commercial Linnamäe Peremarket
- Priisle tee 10 - Parc d'affaires de Priisle
- Priisle tee 1 - Magasin Selver
- Hooldekodu tee 2 - Maison de retraite Iru Hooldekodu

Dans le quartier se trouve le parc Tondiloo avec des aires de jeux pour enfants, des équipements d'exercice et une zone pour les pique-niques sans alcool.
En 2019, le parc Priisle a été construit avec diverses aires de jeux pour enfants, une zone de skate, des zones de loisirs et un jardin communautaire.

Parc de Priisle
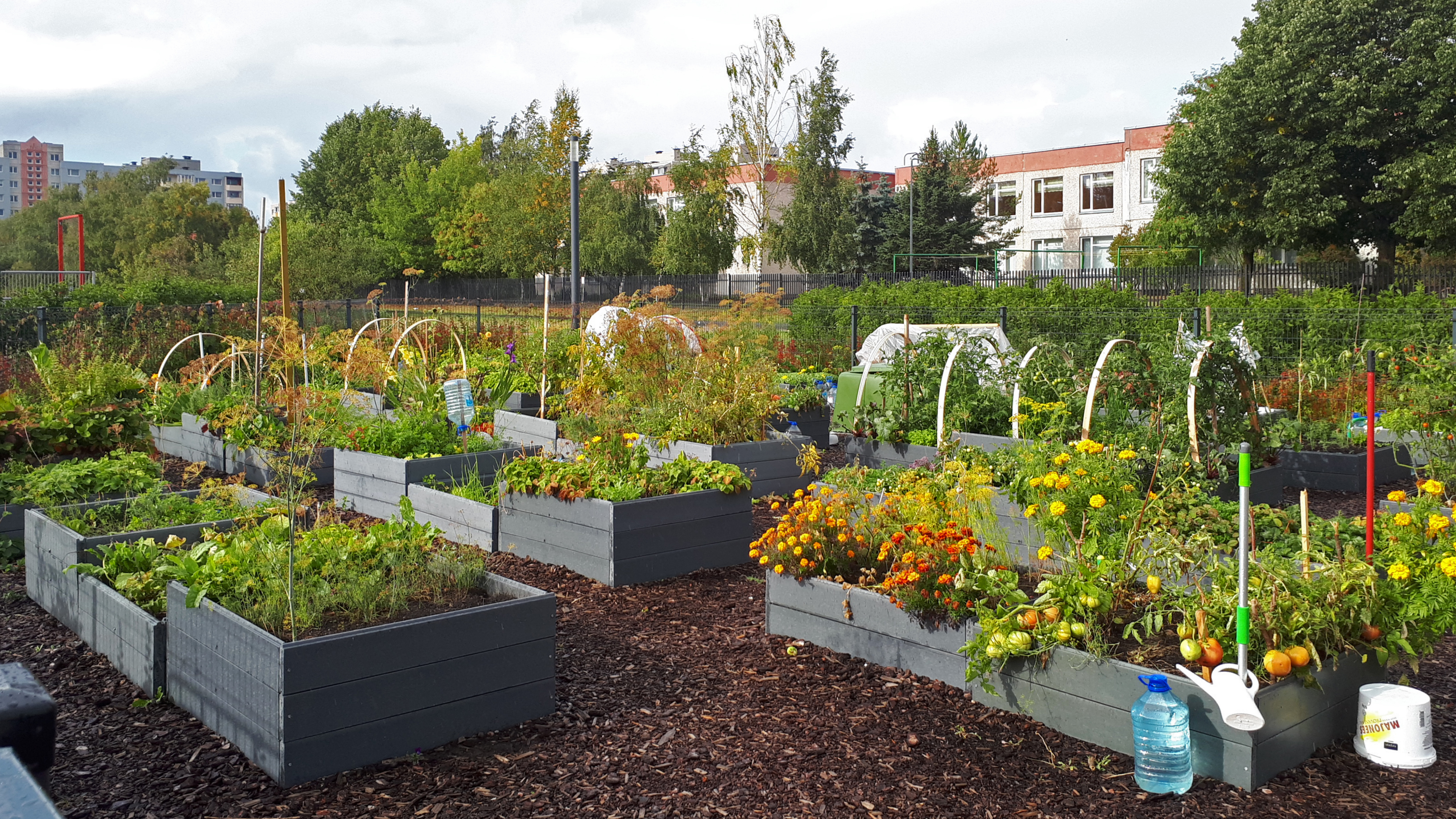
Jardin communautaire de Priisle.
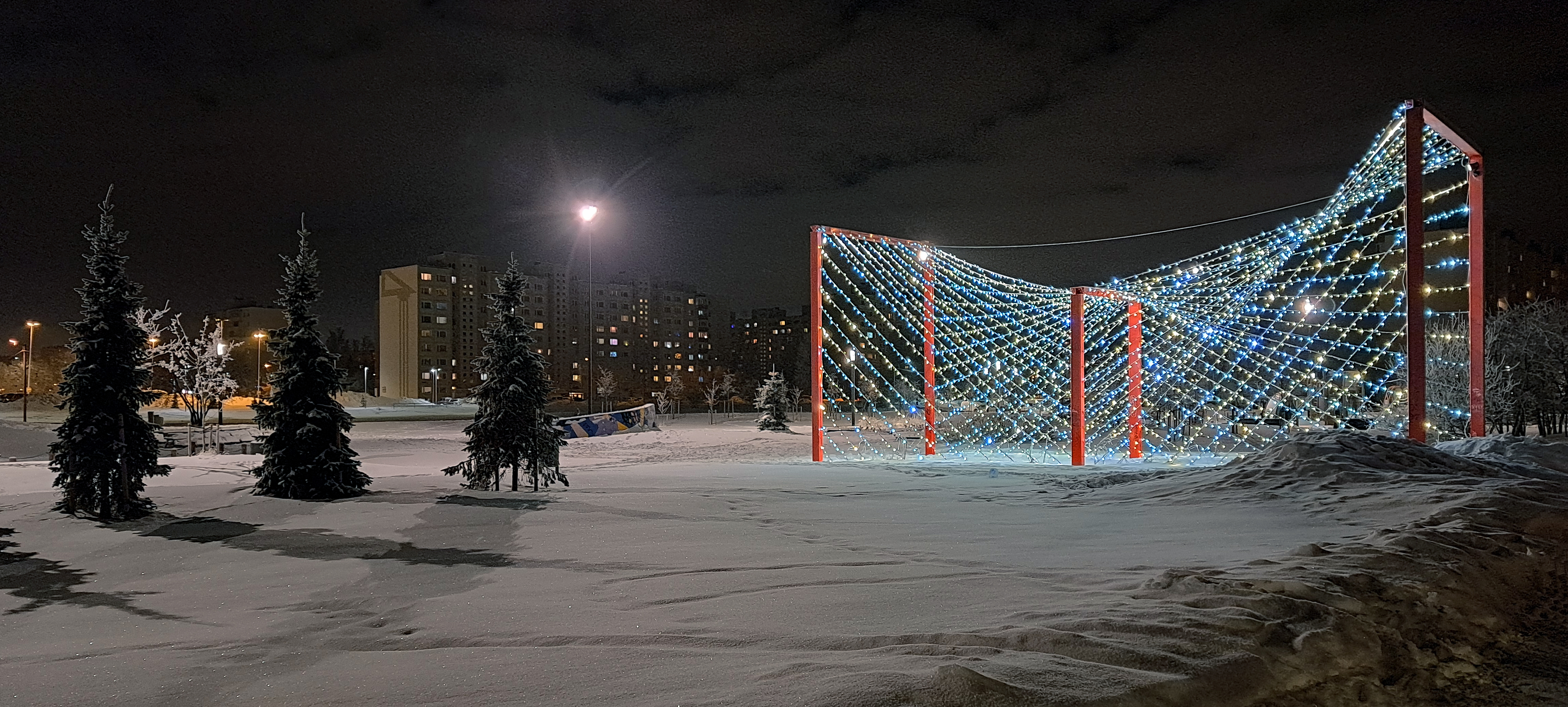
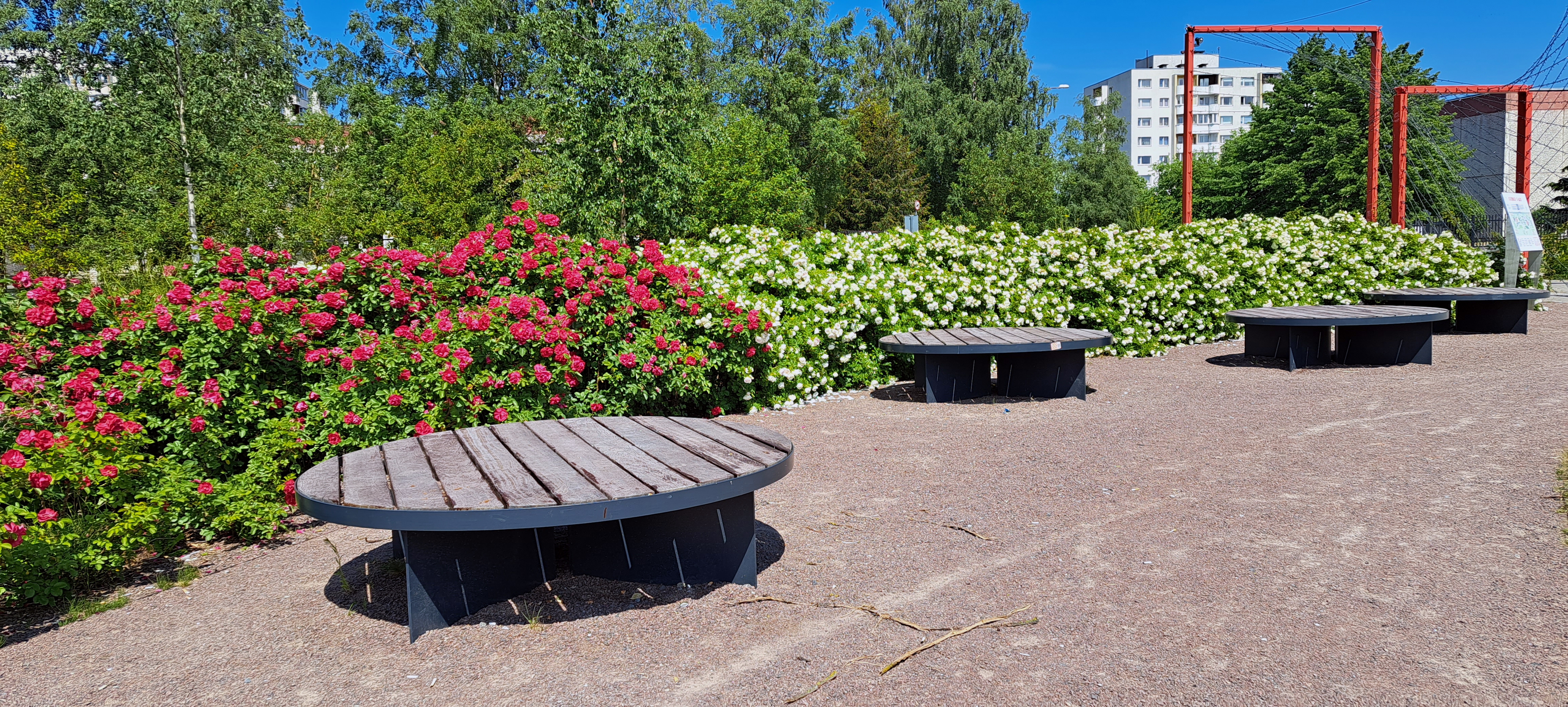
Parc de Priisle.

## Galerie

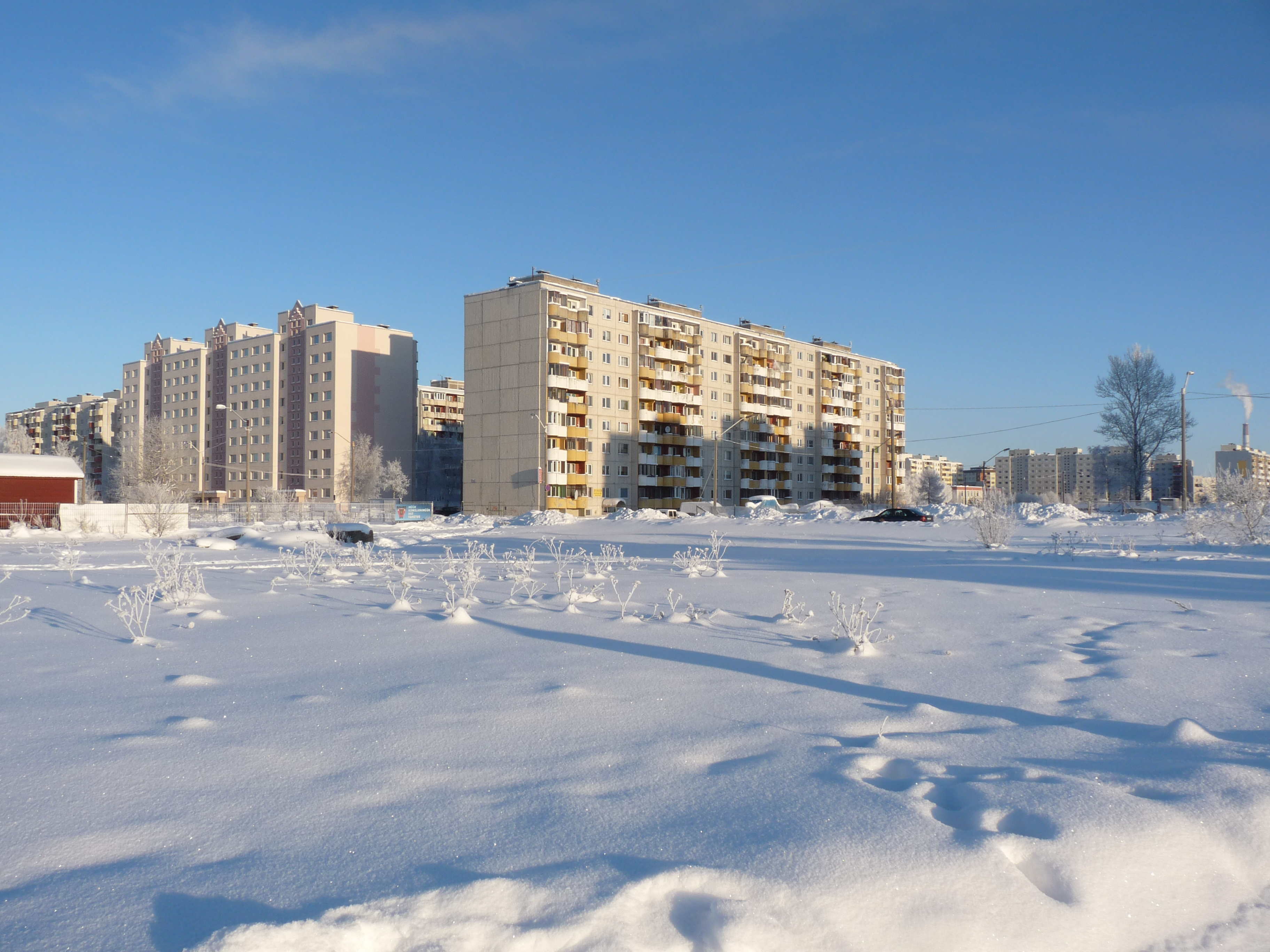
Immeubles de Läänemeri.
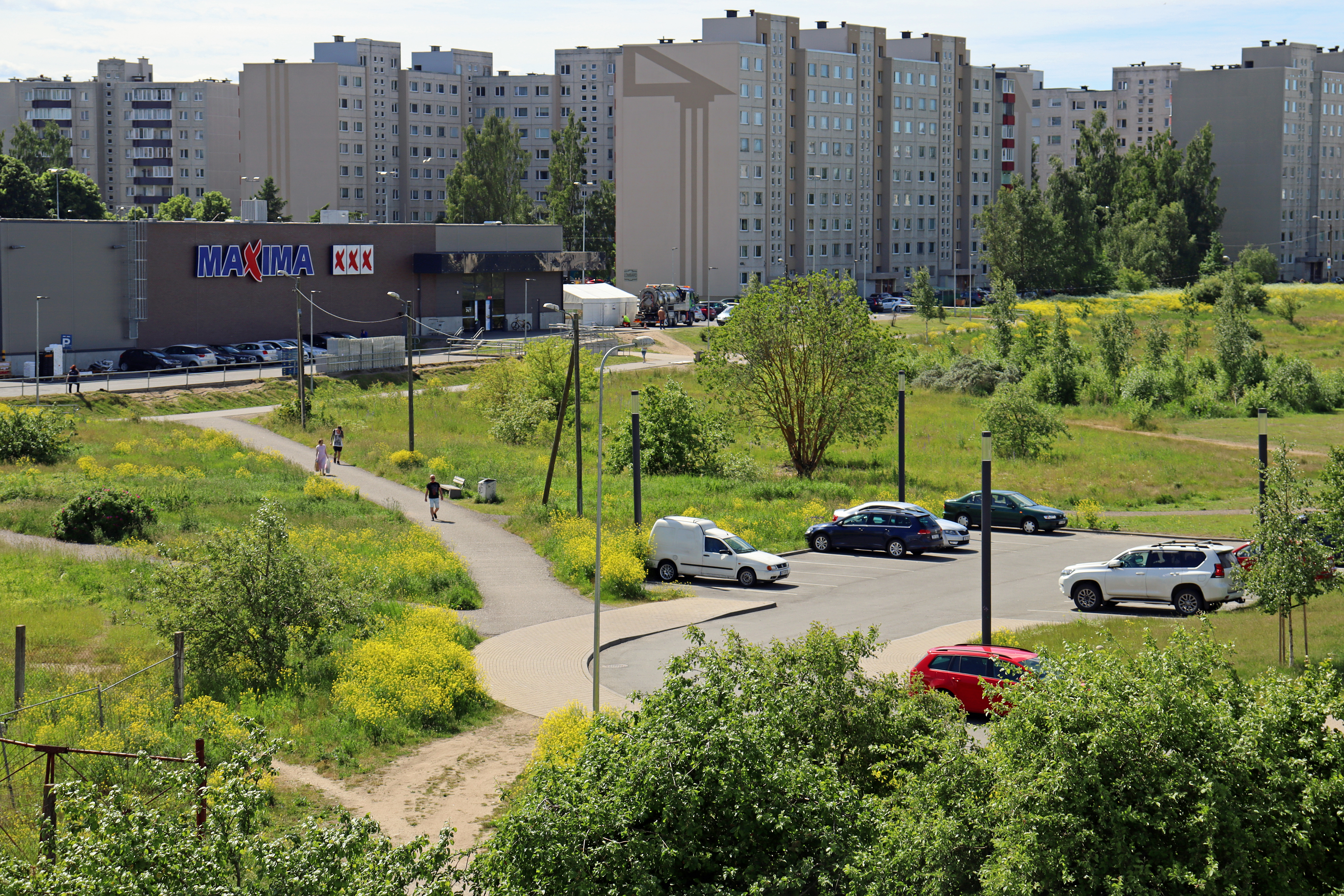
Priisle en 2021.
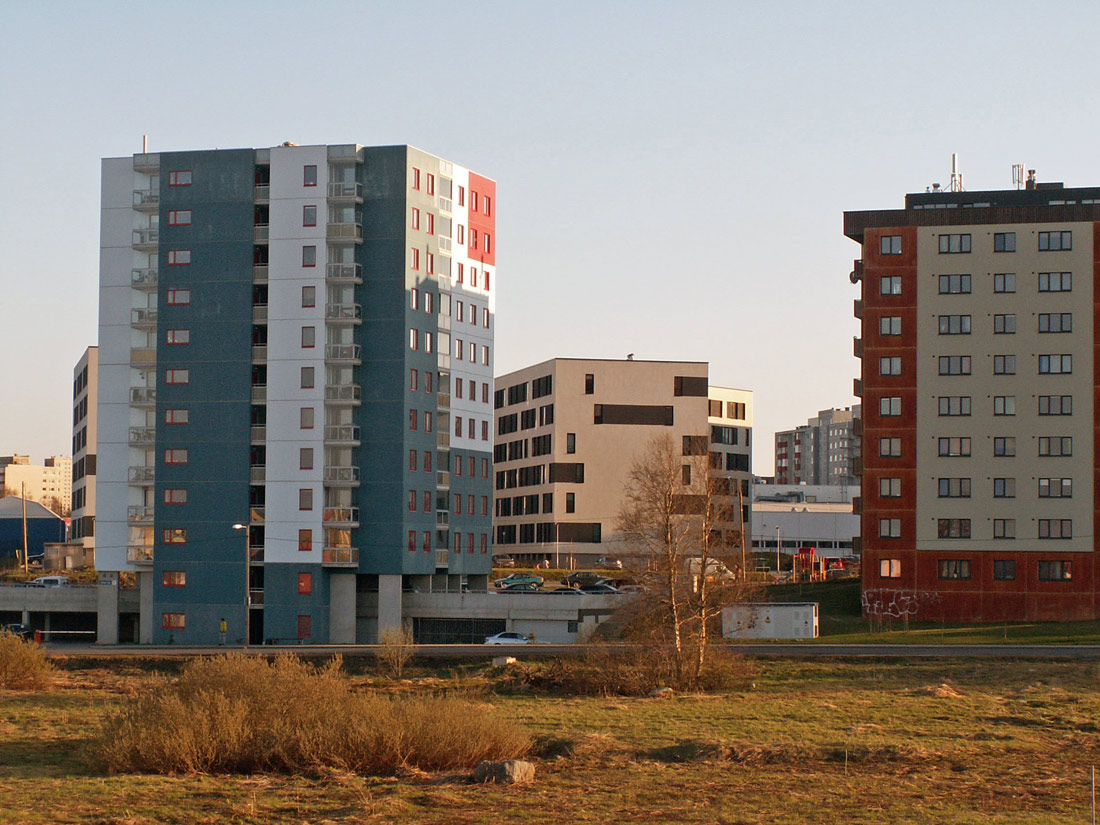
Priisle tänav 8, Läänemere tee 70-72 et Prisle tänav 4-2
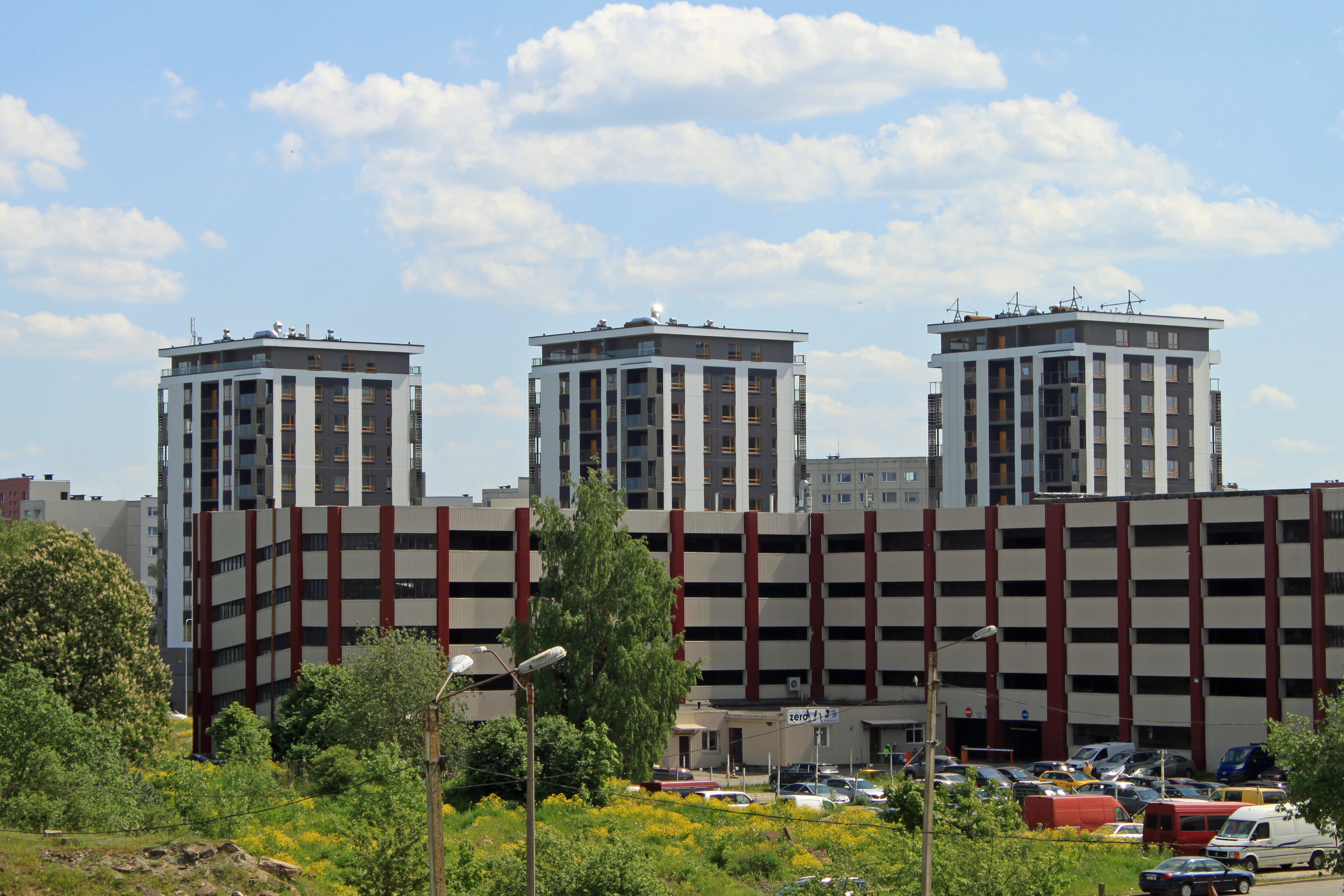
Coopérative Loo et tours de Priisle.
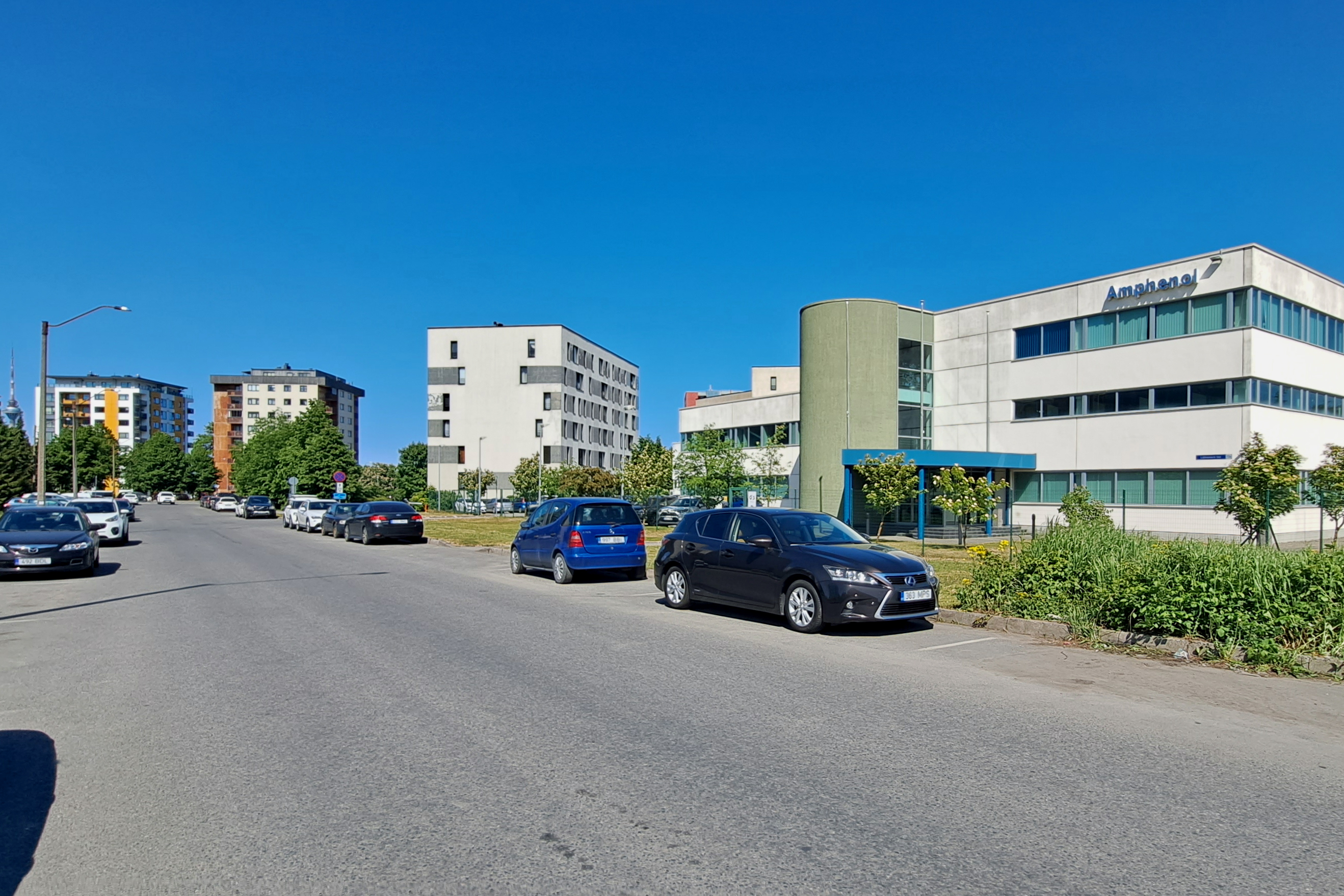
Amphénol
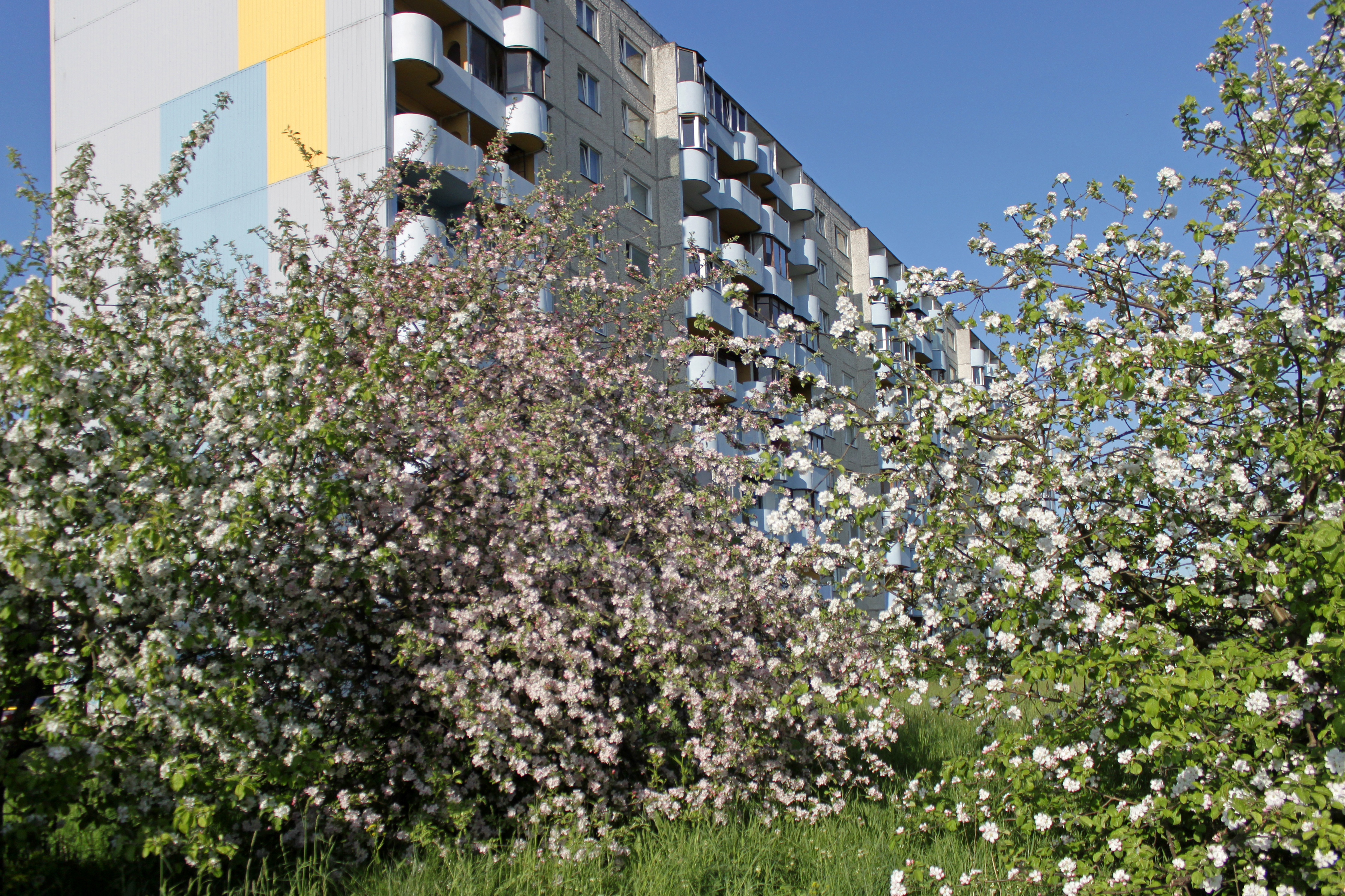
Läänemere tee 64.
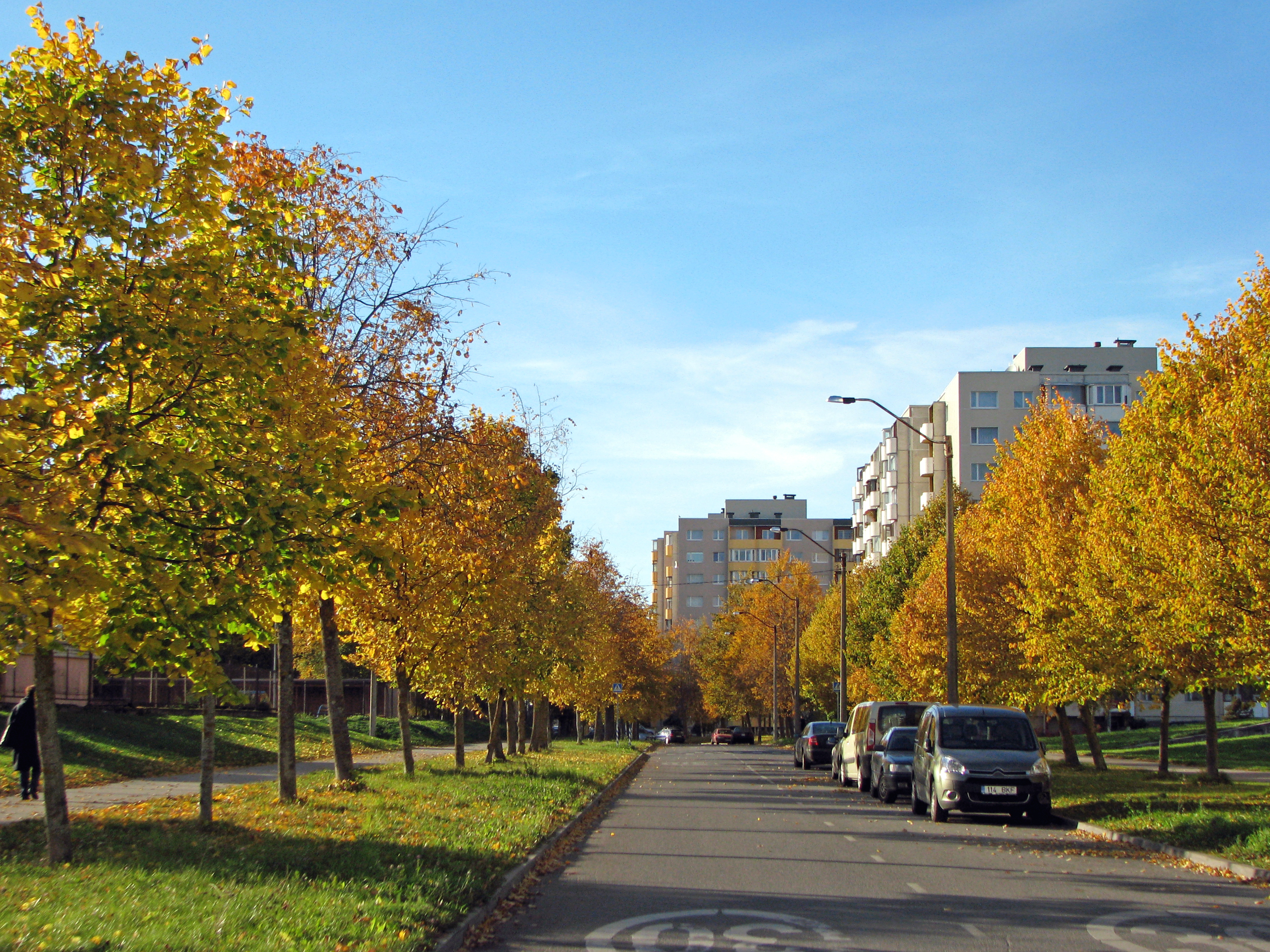
Läänemere tänav.
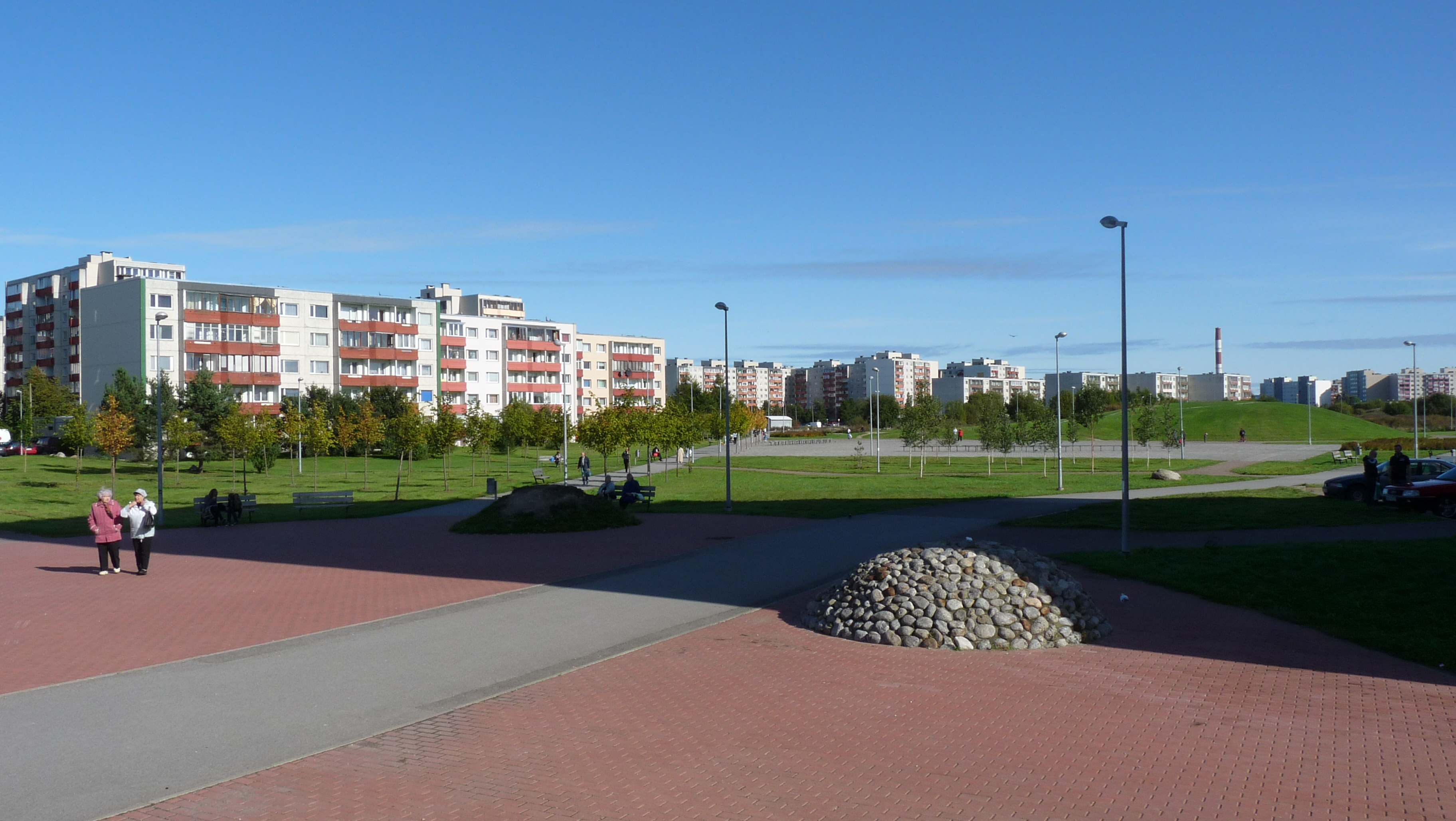
Aires de loisirs du parc Tondiloo.
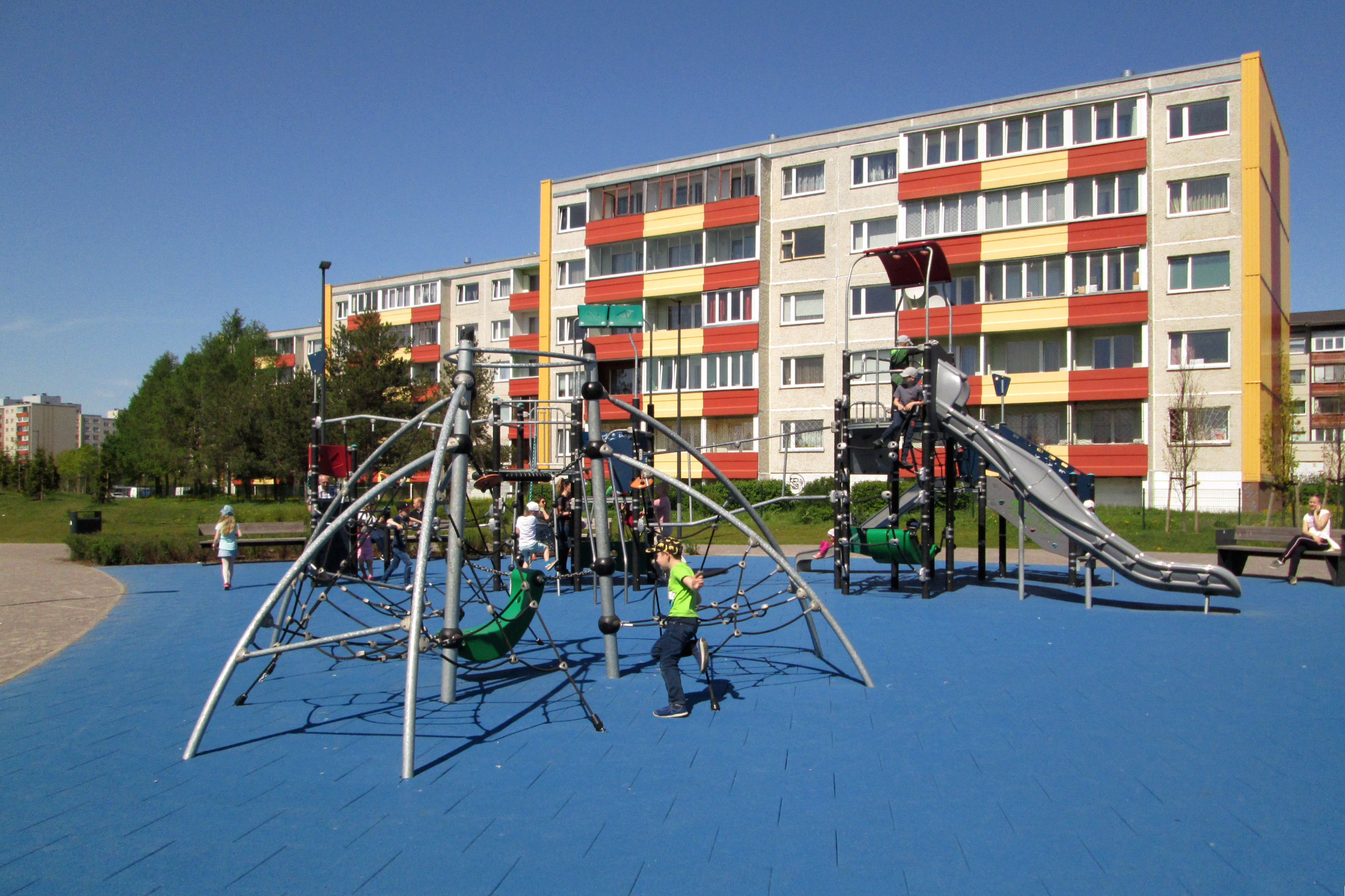
Parc Tondiloo.
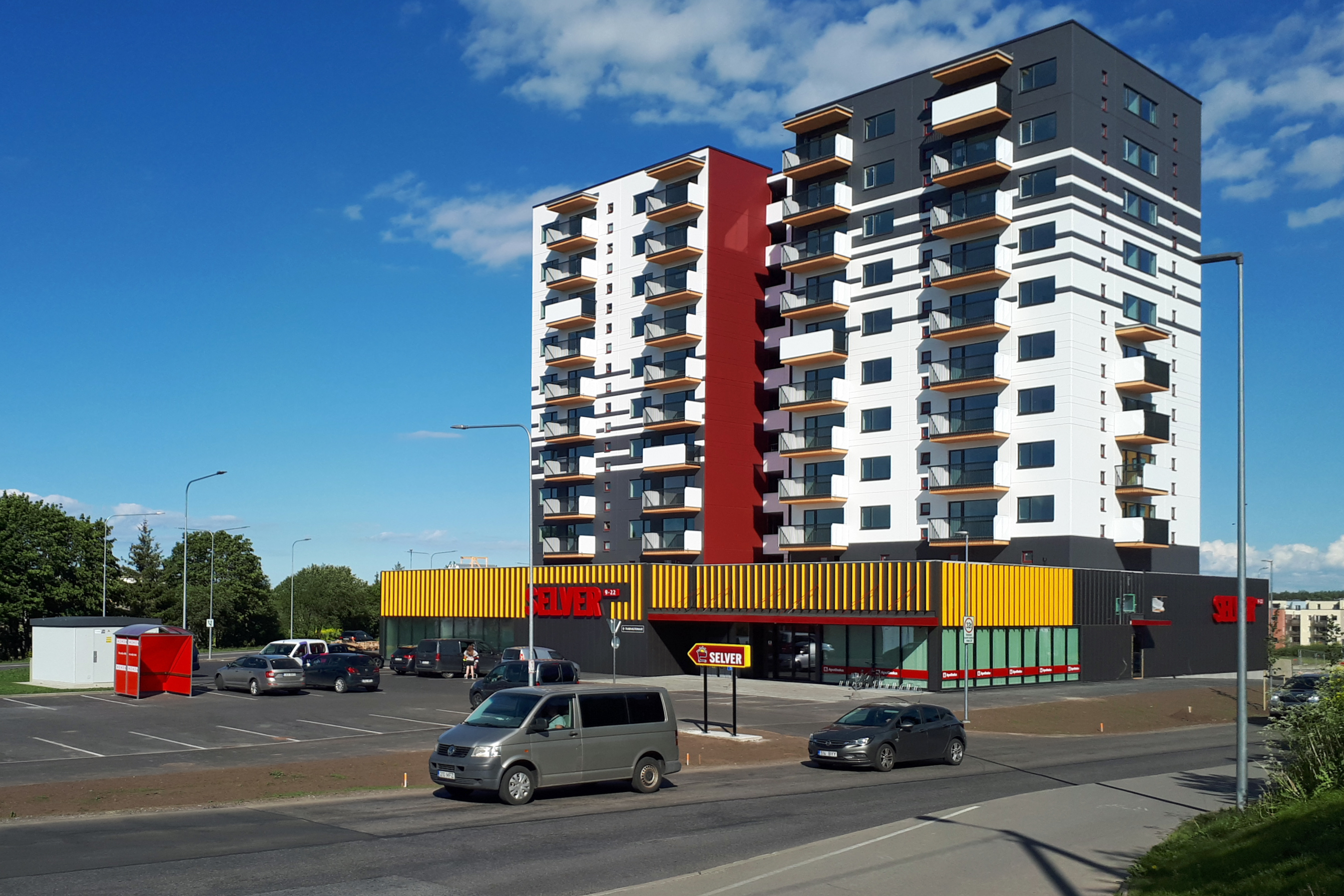
Priisle tänav 1.
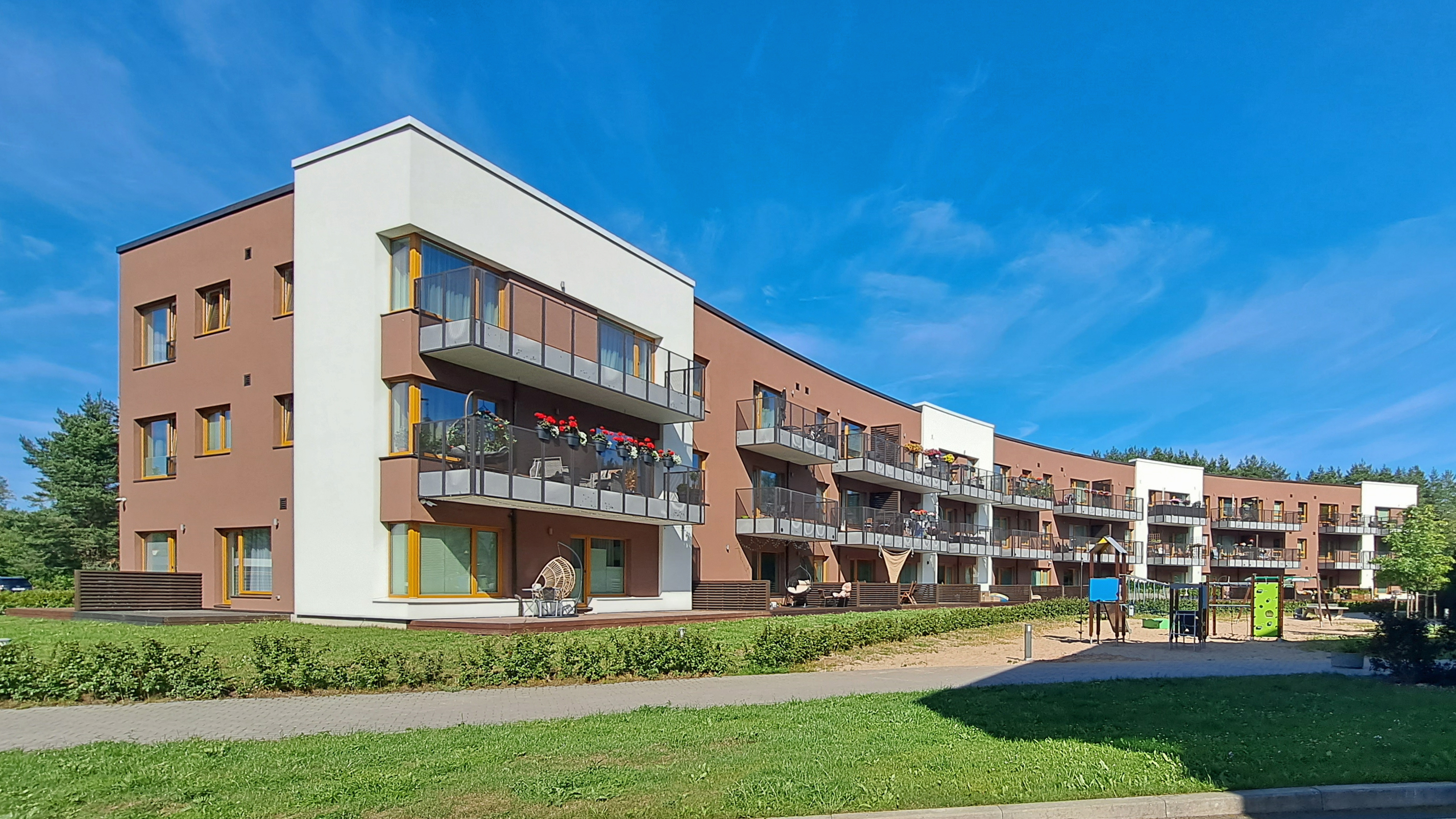
Priisle tänav 32.
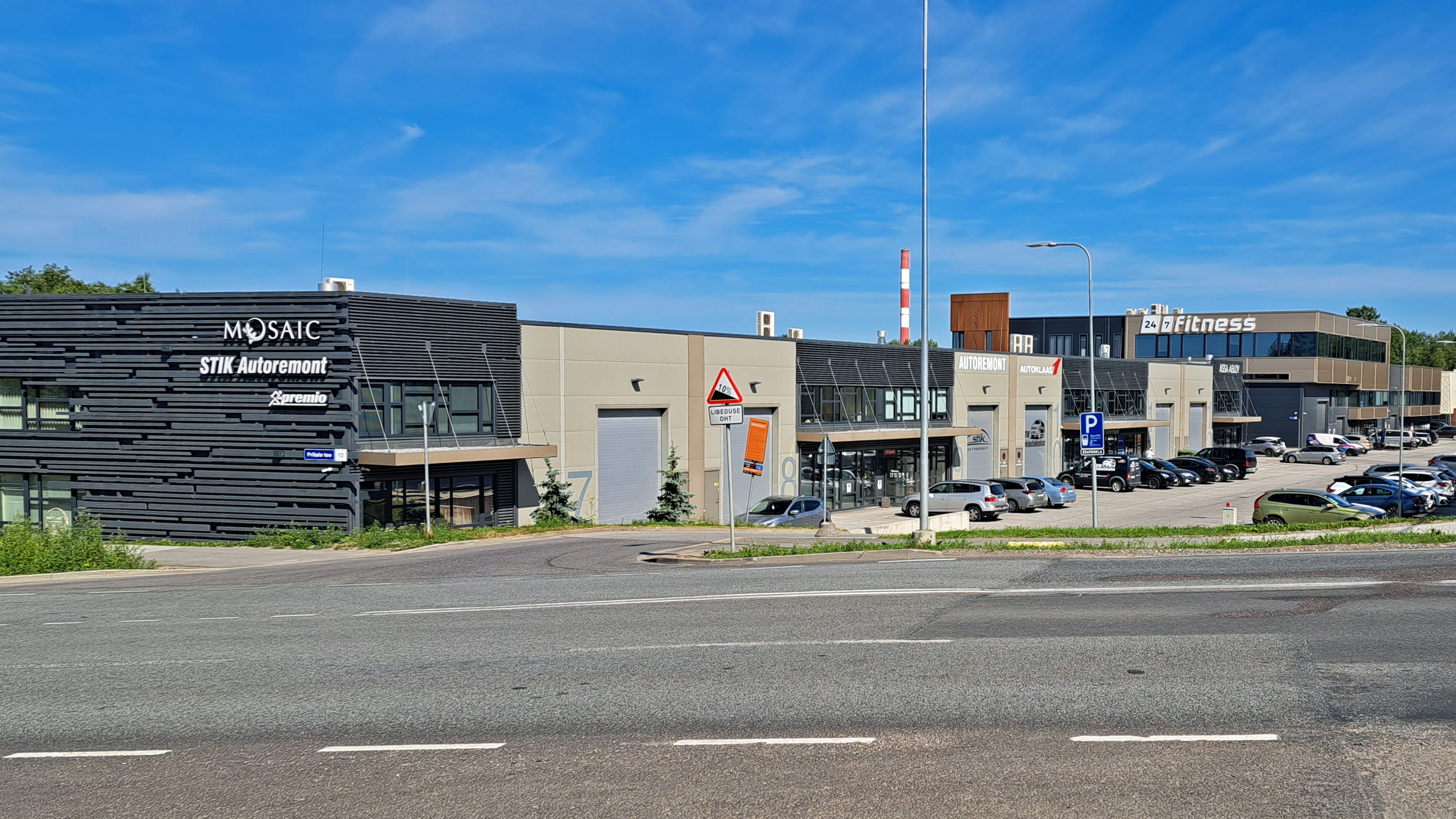
Parc d'affaires.
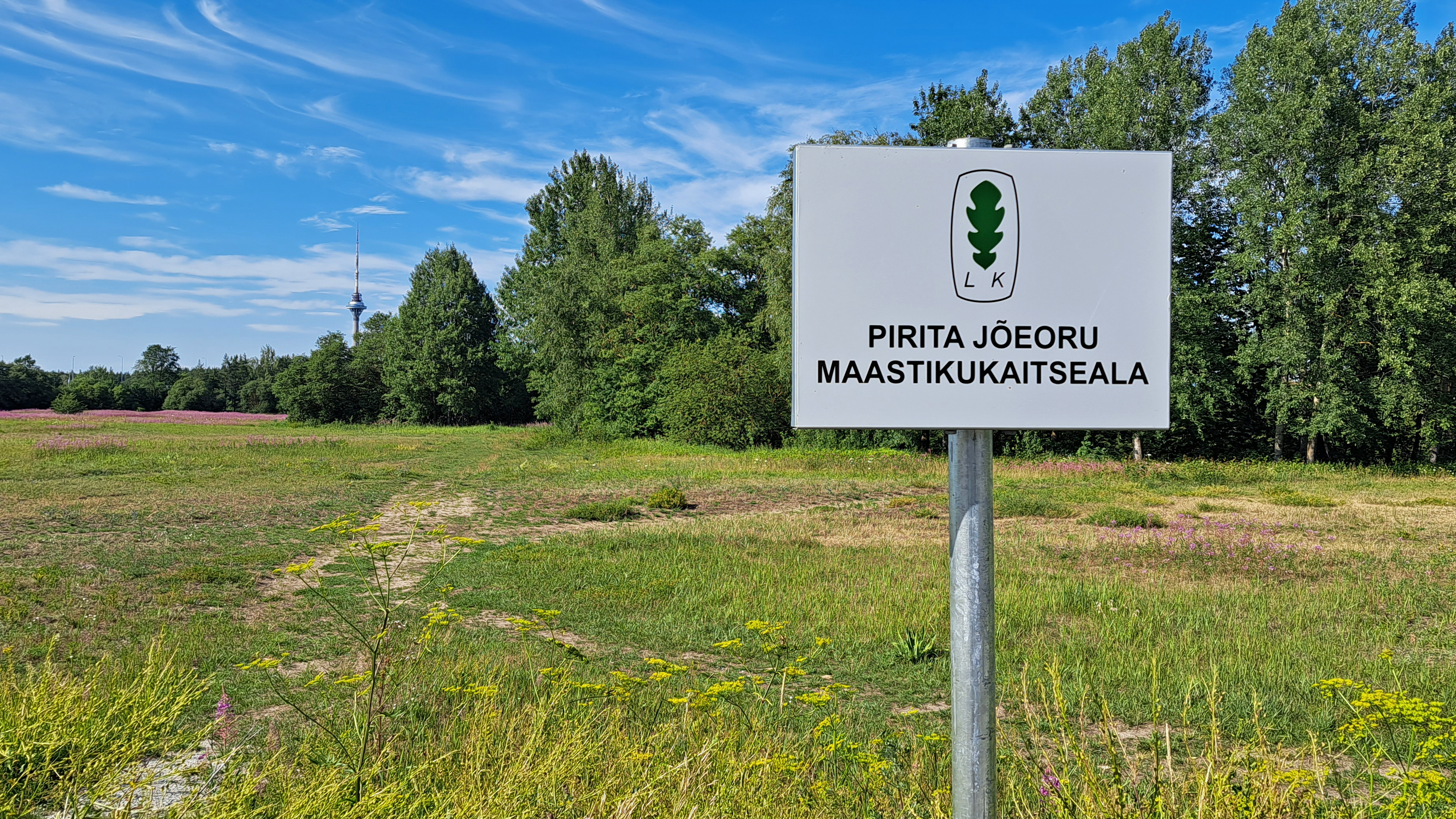
Réserve naturelle de la vallée du fleuve Pirita.
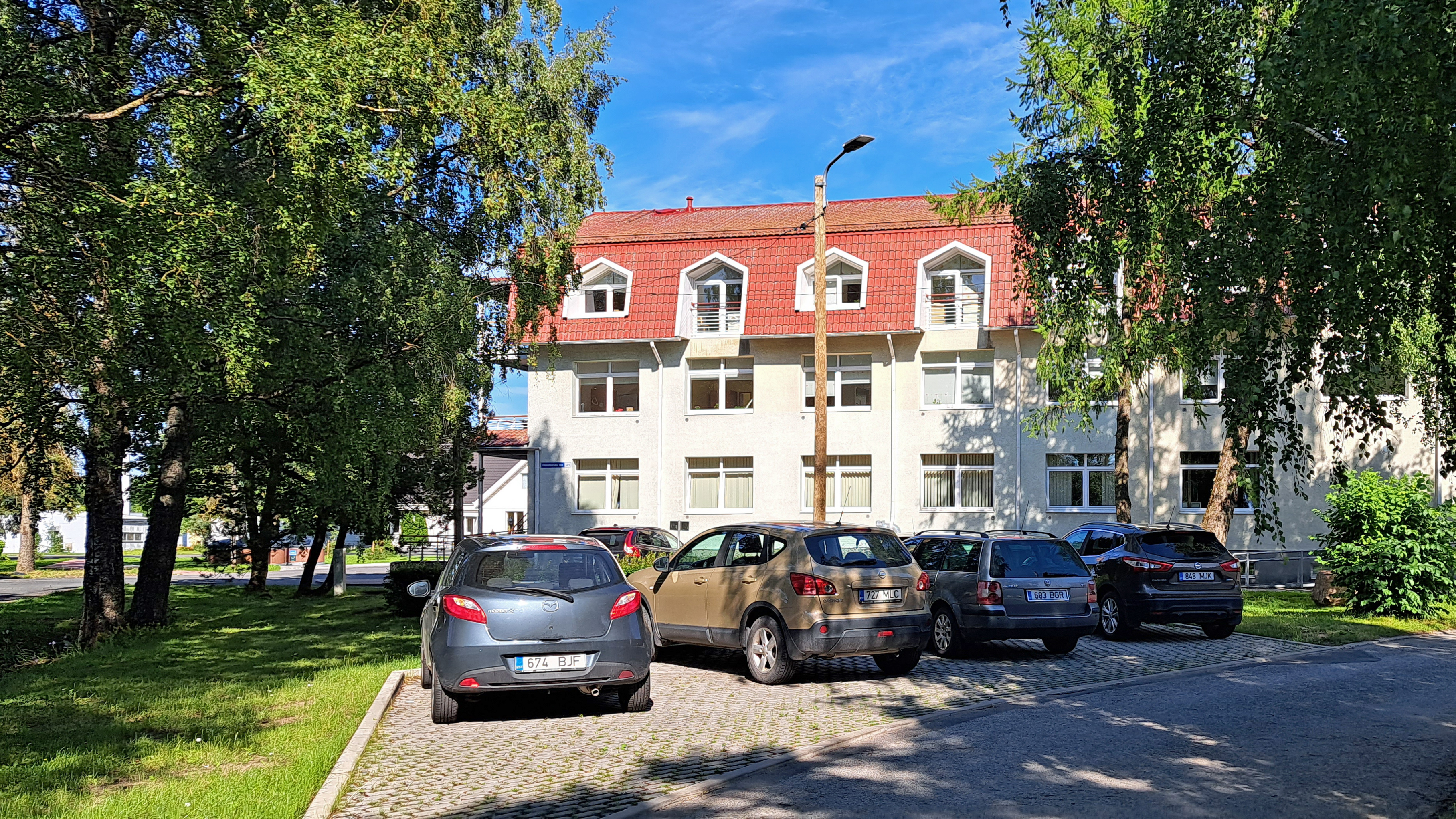
Maison de retraite Iru.